# Secretaría de Estado de la España Global
La Secretaría de Estado de la España Global fue un órgano superior del Gobierno de España que, adscrito al Ministerio de Asuntos Exteriores, Unión Europea y Cooperación, asumió el diseño estratégico de la presencia, la política y la acción exterior de España entre 2018 y 2021.
Se creó por Real Decreto de 8 de octubre de 2018 para asumir las competencias del Alto Comisionado del Gobierno para la Marca España y su oficina y, en 2020, se potenció añadiéndole responsabilidades sobre política económica exterior y de comunicación. Fue suprimida por Real Decreto de 17 de julio de 2021.

## Historia
El origen de la Secretaría de Estado para la España Global se remonta a 2012, cuando el gobierno de Mariano Rajoy creó el Alto Comisionado del Gobierno para la Marca España, una posición encomendada con el objetivo de coordinar los múltiples órganos públicos y privados que tenían una acción exterior para dar coherencia a la imagen de España fuera de sus fronteras. Creada durante la crisis económica, tenía una oficina propia conocida como la Oficina del Alto Comisionado y no tenía presupuesto.
Con el cambio de Gobierno en 2018, y tras numerosas críticas hacia el Alto Comisionado del Gobierno para la Marca España debido a su falta de regulación, control y presupuesto, el ministro Josep Borrell sopesó su supresión, sin embargo, a finales de septiembre se anunció que este no sería el caso y que se reformaría el organismo dotándole de un presupuesto propio y orientado a «presentar a España como lo que es, una 'full democracy'», en una clara alusión al deterioro de la imagen de España debido al desafío separatista catalán.
Ya en octubre de ese año, se le otorgó el rango de Secretaría de Estado y se integró plenamente en el Ministerio de Asuntos Exteriores, el 9 de ese mes.
Tras la salida de Irene Lozano y la llegada de Manuel Muñiz Villa como secretario de Estado y Arancha González Laya como ministra de Exteriores, la Secretaría de Estado se reestructuró para extender sus competencias con la adscripción de la Dirección General de Comunicación, Diplomacia Pública y Redes y la Dirección General de Diplomacia Económica, además de la creación de la Dirección General de Estrategia, Prospectiva y Coherencia.
En julio de 2021 fue nombrado nuevo ministro de Exteriores José Manuel Albares, quien suprimió el órgano el día 17 de dicho mes. Tras su supresión, el ministro asumió directamente las funciones. En lo que respecta a las funciones de promoción de la imagen exterior de España, las funciones se repartieron entre la nueva Dirección General del Español en el Mundo y la Dirección General de Comunicación, Diplomacia Pública y Redes.

## Estructura
En la primera etapa del órgano (2018-2020), la Secretaría de Estado se compuso de dos órganos directivos:
- La Oficina de la España Global, con rango de Dirección General.
- El Gabinete de la Secretaría de Estado.

En la segunda etapa, que abarcó desde enero de 2020 hasta julio de 2021, se suprimió la Oficina de la España Global, se mantuvo el Gabinete y se le añadieron tres direcciones generales provenientes de otros órganos preexistentes:
- La Dirección General de Estrategia, Prospectiva y Coherencia.
- La Dirección General de Diplomacia Económica.
- La Dirección General de Comunicación, Diplomacia Pública y Redes.

## Presupuesto
La Secretaría de Estado de la España Global tuvo un presupuesto asignado de 13 193 280 € para el año 2021, lo que supuso un incremento de más de un 1200 % debido al incremento de sus funciones. De acuerdo con los Presupuestos Generales del Estado para 2021, la SEEG participó en dos programas:
| Nº Programa                                  | Programa                                                                           | Dotación     | Ref.   |
| -------------------------------------------- | ---------------------------------------------------------------------------------- | ------------ | ------ |
| 141M                                         | Dirección y Servicios Generales de Asuntos Exteriores, Unión Europea y Cooperación | 3 105 630 €  | [ 12 ] |
| 142A                                         | Acción del Estado en el exterior                                                   | 10 087 650 € | [ 13 ] |
| Total presupuesto de la Secretaría de Estado | Total presupuesto de la Secretaría de Estado                                       | 13 193 280 € |        |

## Lista de secretarios de Estado
Esta secretaría de Estado fue creada 2018 en sustitución del Alto Comisionado del Gobierno para la Marca España y su Oficina, cuyo único titular fue Carlos Espinosa de los Monteros y Bernaldo de Quirós y poseía rango de secretario de Estado.
Durante su existencia, únicamente dos personas han ocupado la titularidad del órgano:
| Nombre               | Imagen | Mandato               | Mandato             | Ministro/a            | Presidente del Gobierno |
| -------------------- | ------ | --------------------- | ------------------- | --------------------- | ----------------------- |
| Nombre               | Imagen | Inicio                | Final               | Ministro/a            | Presidente del Gobierno |
| Irene Lozano Domingo |        | 13 de octubre de 2018 | 29 de enero de 2020 | Josep Borrell         | Pedro Sánchez           |
| Manuel Muñiz Villa   |        | 29 de enero de 2020   | 14 de julio de 2021 | Arancha González Laya | Pedro Sánchez           |